# Tákis Chatzigeorgíou
Tákis Chatzigeorgíou, né le 11 décembre 1956 à Pafos, est un député européen chypriote membre du Parti progressiste des travailleurs (AKEL), élu en 2009. Il est actuellement vice-président du groupe Gauche unitaire européenne/Gauche verte nordique. Il est membre de la commission des affaires étrangères.